# Nayif-1
Nayif-1, FUNcube-5, EO-88 oder Emirates OSCAR 88 war ein Amateurfunksatellit aus den Vereinigten Arabischen Emiraten. Der 1U-CubeSat beinhaltete ein vollständiges Kommunikationspaket der FUNcube-Serie: Einen Transponder für den Mode U/V in Einseitenbandmodulation (SSB) und Telegrafie (CW), sowie eine Funkbake mit Phasenumtastung (BPSK) zur Datenübertragung. Der Satellit verfügt über je eine Antenne für das 70-cm- und das 2-Meter-Band.
Nayif-1 war ein gemeinsames Projekt des Muhammad-bin-Raschid-Raumfahrtzentrums (MBRSC) und der American University of Sharjah (AUS). Der Satellit wurde von Emirati-Ingenieurstudenten der AUS unter der Leitung eines Teams von Ingenieuren und Spezialisten des MBRSC entwickelt. Nayif-1 ist der erste Nanosatellit der Vereinigten Arabischen Emirate.
Nach erfolgreichem Start wurde dem Satelliten die OSCAR-Nummer 88 zugewiesen.

## Mission
Der Satellit wurde am 15. Februar 2017 mit einer PSLV-XL-Rakete zusammen mit 103 weiteren Satelliten vom Satish Dhawan Space Centre gestartet. Bereits nach wenigen Stunden wurde der Transponder in Betrieb genommen, erste Verbindungen zwischen Amateurfunkstationen durchgeführt und Telemetriedaten empfangen.
Nach 6 Jahren und 5 Monaten störungsfreiem Betriebs ist Nayif-1 wieder in die Erdatmosphäre eingetreten und am Dienstag, den 18. Juli, verglüht.

## Frequenzen
- 145,990–145,960 MHz Downlink (SSB/CW)
- 435,015–435,045 MHz Uplink (SSB/CW)
- 145,940 MHz (Bake BPSK-Datenübertragung bis 1200 bps (FUNcube-Standard))